# De Lorimier (division sénatoriale canadienne)
Ne doit pas être confondu avec De Lorimier (conseil législatif).
Pour les articles homonymes, voir De Lorimier.
Division du Sénat du Canada
De Lorimier est une division sénatoriale du Canada située au Québec. Depuis le 6 juin 2018, elle est représentée par le sénateur progressiste Pierre Dalphond, nommé à ce poste par le premier ministre Justin Trudeau.

## Description
Son territoire correspond approximativement au centre-sud de la région administrative de la Montérégie. 
Plus précisément, la division reprend le territoire des anciens comtés de Saint-Jean et de Napierville ainsi que le territoire de Saint-Chrysostome, Havelock et du canton de Hemmingford,. 

## Liste des sénateurs
| Mandat | Mandat                                                    | Sénateur               | Parti                        | Nommé par           |
| ------ | --------------------------------------------------------- | ---------------------- | ---------------------------- | ------------------- |
|        | 23 octobre 1867 - 7 février 1883                          | Jacques-Olivier Bureau | Libéral                      | Proclamation royale |
|        | 11 janvier 1884 - 13 septembre 1891                       | Alexandre Lacoste      | Conservateur                 | Macdonald           |
|        | 1er octobre 1892 - 16 juin 1896                           | Alphonse Desjardins    | Conservateur                 | Abbott              |
|        | 17 juillet 1896 - 13 avril 1897                           | François Béchard       | Libéral                      | Laurier             |
|        | 22 janvier 1898 - 11 mars 1942                            | Raoul Dandurand        | Libéral                      | Laurier             |
|        | 5 octobre 1942 - 1er avril 1968                           | Thomas Vien            | Libéral                      | King                |
|        | 8 avril 1968 - 25 octobre 1980                            | Raymond Eudes          | Libéral                      | Pearson             |
|        | 13 janvier 1984 - 16 août 1998                            | Philippe Gigantès      | Libéral                      | P. E. Trudeau       |
|        | 17 septembre 1998 - 2 février 2018                        | Joan Fraser            | Libéral                      | Chrétien            |
|        | 6 juin 2018 - 1er mai 2029 (date de retraite obligatoire) | Pierre Dalphond        | Groupe progressiste du Sénat | J. Trudeau          |